# Вертинський Олексій Сергійович
Олексі́й Сергі́йович Верти́нський (нар. 2 січня 1956, Токарі) — український актор театру і кіно. Народний артист України (2015). Лауреат Премії «Київська пектораль» (1999, 2014). Кавалер Ордена «За заслуги» III ступеня (2021).

## Життєпис
Народився 2 січня 1956 року в Токарях.
1980 року закінчив Московське естрадно-циркове училище. Раніше працював і одночасно навчався в театрі ім. Щепкіна в місті Суми, а також у театрах Новосибірська і Владивостока і концертному залі Метрополітен Хол в Києві. Відомий в основному за епізодичними ролями. Вів шоу «На 10 років молодші» на телеканалі «Україна».
Працює в Київському театрі «Актор», та в Київському Молодому театрі, співпрацював з Київським театром «Браво». Активно задіяний в антрепризі.
Переніс термінову операцію на серці 14 червня 2022 року.

## Творчість

### Ролі в театрі
Сумський обласний академічний театр драми та музичної комедії імені М. С. Щепкіна
Київський академічний Молодий театр
- 1997 — «Дон Жуан» за п'єсою Мольєра; реж. Станіслав Мойсеєв — Сганарель
- 1998 — «Синій автомобіль» моновистава за п'єсою Ярослава Стельмаха; реж. Ігор Славінський — письменник «А»[4]
- 1998 — «Малюк» Жана де Летраза; реж. Володимир Бегма — Огюстен
- 1999 — «РЕхуВІлійЗОР» Станіслава Мойсеєва за мотивами п'єси Ревізор Миколи Гоголя та «Хулій Хурина» Миколи Куліша; реж. Станіслав Мойсеєв — Іван Хлестаков / Сторож
- 2000 — «Трагедія Гамлета, принца датского» за п'єсою Вільяма Шекспіра; реж. Станіслав Мойсеєв — Полоній
- 2000 — «Севільскі заручини» Річарда Шерідана; реж. Євген Курман — Ісаак Мендоса
- 2001 — «Гедда Габлер» Генріка Ібсена; реж. Станіслав Мойсеєв — Асесор Брак
- 2001 — «Лев і Левиця» Ірени Коваль; реж. Станіслав Мойсеєв — Тургенєв
- 2001 — «Стальна воля» Максима Курочкіна; реж. Дмитро Богомазов — Бжезовський
- 2002 — «Хоровод любові» Артура Шніцлера; реж. Станіслав Мойсеєв — Чоловік
- 2003 — «Дядя Ваня» за однойменною п'єсою Антона Чехова; реж. Станіслав Мойсеєв — Іван Петрович Войницький
- 2004 — «Маринований аристократ» Ірени Коваль; реж. Станіслав Мойсеєв — Актор
- 2005 — «В моїм завершенні — початок мій…» Фрідріха Шиллера; реж. Станіслав Мойсеєв — барон Берлі, великий канцлер
- 2006 — «Московіада» Юрія Андруховича; реж. Станіслав Мойсеєв — Олелько II / Блазень
- 2010 — «Сатісфакція» за п'єсою «Венеційський купець» Вільяма Шекспіра; реж. Станіслав Мойсеєв — Шейлок
- 2013 — «Загадкові варіації» за однойменною п'єсою Еріка Еммануеля Шмітта; реж. Андрій Білоус — Ерік Ларсен
- 2014 — «Потрібні брехуни!» за п'єсою «Мсьє Амількар, або людина, яка платить» Іва Жаміака; реж. Стас Жирков — Олександр Амількар
- 2017 — «Серпень: графство Осейдж» Трейсі Леттса; реж. Стас Жирков — Чарлі Ейкен
- 2023 — «Кролик Гарві» Мері Чейз; реж. Андрій Білоус — Елвуд
- «Шельменко-денщик» Григорія Квітки-Основ'яненка; реж. В. Гур'єв — Тимофій Кондратович Лопуцковський

Театр «Актор»
- 2018 — «Приємна несподіванка» за п'єсою «Візити до містера Гріна» Джеффа Барона; реж. Ольга Гаврилюк
- 2019 — «Мегери» Дона Нігро; реж. Ольга Гаврилюк

Інші театри
- «Маріца»
- «Тітка Чарлея»
- «Жозефіна і Наполеон»
- «Ночі»
- «Ефект Ба» Гаріка Корогодського[5]

### Фільмографія
- 1980 — Весільна ніч — німецький офіцер
- 1999 — День народження Буржуя — епізод
- 1999 — Схід — Захід — перший поліцейський
- 2000 — Нескорений — полковник Бізанц
- 2001 — Приватна міліція — Аль Капонько
- 2002 — Під дахами великого міста (т/с) — батько Антона
- 2002 — Дружна сімейка — дядечко Сигізмунд
- 2003 — Весела компанія (т/с) — директор музею (2-а серія)
- 2003 — Божевільний день, або Весілля Фігаро — доктор Бартоло
- 2003 — Небо в горошок — бухгалтер московського казино
- 2003 — Мій Гоголь
- 2003 — Дикий табун — «Лапа»
- 2003 — Дух землі — Бортнянський, краєзнавець
- 2004 — Європейський конвой — Шульц
- 2004 — «І світ мене не впіймав...». Григорій Сковорода — Пишек
- 2004 — Плакальники, або Новорічний детектив — Нікудикін
- 2004 — Три мушкетери — Молбі, помічник герцога Бекінгемського
- 2005 — Підступи кохання (т/с) — Сивий
- 2005 — Повернення Мухтара 2 (т/с) — Олександр Петрович, сусід
- 2005 — Далеко від Сансет бульвару — пожежний
- 2005 — Королева бензоколонки 2 — доповідач на зборах
- 2005 — Дванадцять стільців — інженер Полєсов
- 2005 — Дев'ять життів Нестора Махна (т/с) — генерал Врангель
- 2005 — П'ять зірок — готельний злодій
- 2005 — Попіл Фенікса — Федір, судмедексперт
- 2005 — Останній осінній листок (к/м)
- 2005 — Контакт — епізод
- 2006 — Прорвемось — «Док»
- 2006 — Оранжлав — гравець
- 2006 — Помаранчеве небо — Інокентій Валер'янович
- 2006 — Зоряні канікули — інопланетянин
- 2006 — Дідусь моєї мрії 2 — пожежний
- 2006 — Повернути Віру — Михайло Іванович
- 2006 — Ситуація 202 — Святошин
- 2006 — Богдан-Зиновій Хмельницький — козацький полковник
- 2006 — З днем народження, королево! — Вільям
- 2006 — Утьосов пісня завдовжки з життя (т/с) — Файг
- 2007 — Свої діти — реєстратор
- 2007 — Коли її зовсім не чекаєш — екскурсовод
- 2007 — Інді — збирач автографів
- 2007 — Рік золотої рибки — Валдек
- 2007 — Колишня (т/с) — Жан
- 2008 — Роман вихідного дня — Григорій Ілліч, патологоанатом
- 2008 — Хочу дитину — Лев Сілантьевич
- 2008 — Рука на щастя — бомж
- 2008 — Хороші хлопці (т/с) — Юлій Реус
- 2008 — Червона перлина кохання — Анатолій
- 2008 — Жінка, не схильна до авантюр — покупець у комп'ютерному магазині
- 2008 — Міський пейзаж — Морозов
- 2008 — Колишня — Жан
- 2008 — Блаженна — бомж
- 2008 — Загублений рай (наук.-поп. фільм к 200-річчю М. Гоголя, реж. Р. Плахов-Модестов)
- 2009 — Пушкен (не було завершено)
- 2009 — Той, хто поруч — Філіпп, дизайнер
- 2009 — Крапля світла (т/с) — фотограф з мавпочкою
- 2009 — Прощення — сусід Поліни
- 2010 — Маріонетки (к/м)
- 2010 — Дива в кепці (к/м) — Леонід, клоун
- 2010 — «Кедр» пронизує небо (т/с) — Михайло Семенович Байтальський (одесит, ув'язнений у таборі)
- 2010 — Тільки кохання (т/с) — Тимур
- 2010 — Літо вовків (т/с) — Яцко, бухгалтер
- 2010 — Домашній арешт (т/с) — Іван, колишній священик, брат Нати Малухи
- 2011 — Скринька Пандори (т/с) — гравець у казино
- 2011 — Три сестри (т/с)
- 2011 — Пончик Люся (т/с) — Віссаріон
- 2012 — Матч — Жорик
- 2012 — Мільйонер — Аркадій Семенович, дворецький
- 2012 — Острів непотрібних людей — психіатр
- 2012 — Брат за брата-2 — Череп
- 2012 — Жіночий лікар (т/с) — Павло Львович Єрмолов, професор
- 2012 — Ржевський проти Наполеона — Кившенко
- 2012 — Одеса-мама — Марк Борисович, психіатр
- 2012 — Полювання на гауляйтера (т/с) — Лазар, дрібний торговець милом та гасом
- 2013 — Запізніле каяття
- 2013 — Квиток на двох — Ілля Громовержець, бомж
- 2013 — Іван Сила — епізод
- 2013 — Пастка (т/с) — Індус, господар наркологічної клініки
- 2013 — Шеф поліції (т/с) — Семен Бень, відставний шеф поліції Хайфи
- 2014 — Давай поцілуємось (т/с) — пластичний хірург Віри
- 2014 — Гречанка (т/с) — Сержіо
- 2014 — Мажор (т/с) — Арнольд Вікентійович Добролюбов, професор психіатрії
- 2015 — Усе можуть королі (т/с) — лжедруїд
- 2015 — Під електричними хмарами — Олексій
- 2015 — Слуга народу (т/с) — Сергій Сюсельдорф, дизайнер (5 серія) / Людовик XVI (20 серія)
- 2015 — Безсмертник (т/с) — Іван Сомов, сімейний лікар
- 2016 — Недотуркані/ рос. Депутитики (т/с, реж. К. Бін)
- 2016 — Окупація
- 2016 — Поганий хороший коп (т/с) — Геннадій Павлович Свиридов, модельєр
- 2016 — Підкидьки (т/с) — Юлій, другий чоловік Ельзи
- 2016 — Сережки (к/м) — Вадік
- 2017 — Заповіт принцеси — Поль, садівник
- 2017 — DZIDZIO Контрабас — Кіготь
- 2017 — Коротке слово «ні» (т/с)
- 2017 — Зрадник — Добрийвечір
- 2017 — Що робить твоя дружина? — Ярмолов, професор
- 2017 — Курка (т/с) — Олег Георгійович Баградзе, продюсер
- 2018 — Свінгери — Едуард, естет-продюсер
- 2018 — Обмани себе (т/с) — антиквар
- 2018 — Ні слова про кохання (т/с) — Віктор, главлікар
- 2018 — Сувенір з Одеси (т/с) — Львович, лікар
- 2018 — Список бажань (т/с) — Сергій Єрохін, музикант
- 2019 — Свінгери 2 —  — Едуард, естет-продюсер
- 2019 — Слідчий Горчакова (т/с) — Маг (4 серія)
- 2019 — Пекельна хоругва, або Різдво Козацьке
- 2020 — Казка старого мельника — Водяник
- 2020 — Сукня з маргариток (т/с) — Євген Максимов
- 2021 — Різниця у віці

Озвучування: 
- «Астерікс на Олімпійських іграх» (2006, Брут — роль Бенуа Пульворд)
- «Шрек Третій» (2007, анімаційний фільм; Мерлін)
- «Мадагаскар 3» (2012, анімаційний фільм; Команданте (Comandante)
- «Загальний зшиток» («Довженко і війна») (2016, док. фільм, реж. Юлія Лазаревська; озвучив тексти Олександра Довженка)
- «Бетмен (фільм, 1989)» (1989, озвучення студії ТВ+, нерозпізнана роль)

## Визнання і нагороди
- За виконання ролі письменника «А» у моновиставі «Синій автомобіль» (Київський академічний Молодий театр):
  - 1999 — Премія «Київська пектораль» у номінації «Найкраще виконання чоловічої ролі»
  - Гран-прі на «Фестивалі сучасної драматургії» за краще виконання чоловічої ролі (Одеса)
  - Срібна медаль Академії мистецтв України
  - Гран-прі фестивалю «Зірка» (Рига)
  - Гран-прі фестивалю «Армонно» (Єреван)
  - Гран-прі фестивалю «Вроцлавські театральні зустрічі» (Вроцлав)
  - Диплом семінару «П'єса для театру у просторі 3-го тисячоліття» (Мінськ)
  - Спеціальний приз фестивалю «Слов'янські зустрічі» (Брянськ)
- 2004 — Заслужений артист України[6]
- 2007 — Кіноактор року на «Кінофорумі України»
- 2014 — Премія «Київська пектораль» в номінації «Найкраще виконання чоловічої ролі» (Ерік Ларсен), «Загадкові варіації» (разом із Євгеном Нищуком)
- 2015 — Народний артист України[1]
- 2021 — Орден «За заслуги» III ступеня[7]